# NACRA Championship 2008
La NACRA Rugby Championship de 2008 fue la 3ª edición del torneo que organiza la Confederación Norteamericana.
El torneo se disputó en George Town, Islas Caimán.
El campeón del torneo fue la selección de Trinidad y Tobago.

## Resultados

### Pre-clasificación
| 29 de marzo | México | 47 - 7 | San Vicente y las Granadinas |  |  |

### Cuartos de final
| 20 de abril | Islas Caimán | 12 - 39 | Trinidad y Tobago |  |  |

| 20 de abril | Barbados | 21 - 30 | México |  |  |

| 20 de abril | Guyana | 10 - 3 | Jamaica |  |  |

| 20 de abril | Bermudas | 17 - 6 | Bahamas |  |  |

### Semifinales 5° al 8° puesto
| 23 de abril | Bahamas | 19 - 12 | Jamaica |  |  |

| 23 de abril | Islas Caimán | 6 - 13 | México |  |  |

### Semifinales Campeonato
| 23 de abril | Trinidad y Tobago | 56 - 0 | Barbados |  |  |

| 23 de abril | Guyana | 25 - 13 | Bermudas |  |  |

### Definición 7° puesto
| 26 de abril | Islas Caimán | 11 - 10 | Jamaica |  |  |

### Definición 5° puesto
| 26 de abril | Bahamas | 23 - 17 | México |  |  |

### Definición 3° puesto
| 26 de abril | Bermudas | 17 - 6 | Barbados |  |  |

### Final
| 26 de abril | Trinidad y Tobago | 40 - 24 | Guyana |  |  |